# Vallemaggia
La Vallemaggia (chiamata anche Valmaggia o Valle Maggia) è una valle del Canton Ticino in Svizzera, che dà il nome al distretto omonimo.

## Geografia
La Valle Maggia è una delle più ampie valli del Canton Ticino e una delle più estese del versante meridionale dell’arco alpino; la sua estensione è pari a 569,64 km² (circa un quinto dell’area cantonale).
La Vallemaggia è percorsa dal fiume Maggia (cui ci si riferisce al femminile) e si sviluppa verso nord, per circa 50 km, tra Locarno e il Lago Maggiore. Il fiume Maggia, la cui fonte si trova presso il Pizzo Cristallina, percorre la valle fino alla foce, in corrispondenza di Locarno, dove si immette nel lago Maggiore.
Dalla valle si diramano tre valli laterali, abitate soprattutto in estate:
- Valle Rovana
- Valle Lavizzara
- Valle Bavona

A Cerentino, la Val Rovana si dirama in due valli minori: la Valle di Campo e la Valle di Bosco; quest’ultima ospita il villaggio di Bosco Gurin, il più elevato della Vallemaggia e l’unico a tradizione Walser del Ticino. Da Cavergno, in direzione nord-ovest si estende la Valle Lavizzara la quale si dirama in tre valli minori. Nei pressi di Prato Sornico, si distacca la Val di Prato che procede verso nord-est fino al confine con la Val Verzasca. A Peccia, la Valle Lavizzara si biforca in due valli minori: la Val di Peccia (verso ovest) la quale ospita le frazioni di Veglia, Cortignelli, San Carlo e Piano di Peccia, e la Val Sambuco (verso est) con gli abitati di Mogno e Fusio.

### Montagne
La valle si trova nelle Alpi Ticinesi e del Verbano (sottosezione delle Alpi Lepontine).
Le montagne principali che contornano la valle sono:
- Monte Basòdino - 3.273 m
- Campo Tencia - 3.075 m
- Pizzo Cristallina - 2.912 m
- Poncione di Braga - 2.864 m
- Pizzo Biela - 2.863 m
- Pizzo Quadro - 2.793 m
- Monte Zucchero - 2.735 m
- Pizzo Malora - 2.640 m

## Vie di collegamento
Dal 1907 al 1965, nella valle operava la Ferrovia della Vallemaggia, tra Locarno e Bignasco. Dopo lo smantellamento della ferrovia, il tracciato venne, in parte riutilizzato per la costruzione di una nuova strada, ma soprattutto per creare una pista ciclabile che colleghi tutta la valle. Nello stesso periodo si pianificò la costruzione di una galleria stradale nell'alta Valle Leventina, che tuttavia non fu mai costruita.